# Tom Ford
Thomas Carlyle "Tom" Ford (Austin, Texas, 27 augustus 1961) is een Amerikaans modeontwerper, filmregisseur, producent en scenarioschrijver.
Ford volgde een opleiding drama en toneel, gevolgd door een studie binnenhuisarchitectuur aan de Parson's School of Design tot 1986. Hij werkte daarna voor Perry Ellis en Cathy Hardwick, tot hij in 1990 aangenomen werd door Dawn Mello, artistiek directeur van modehuis Gucci.

## Periode bij Gucci (1994-2004)
In 1994 werd het huis Gucci overgenomen door Investcorp, een bedrijf met als thuisbasis Bahrein. Ford werd aangeduid als Creative Director. Hij gaf Gucci een nieuwe boost door onder andere klassiekers van het merk in een modern jasje te steken en gewaagde reclamecampagnes te gebruiken. Seks stond vaak centraal in zijn collecties. Gucci werd door de jaren steeds succesvoller en groeide van een vrijwel failliet bedrijf tot een waarde van ongeveer 4,3 miljard dollar in 1999.
Nadat de Gucci Group, als onderdeel van het concern Pinault-Printemps-Redoute, het grootste deel van de aandelen van Yves Saint Laurent had opgekocht, werd Ford ook daar als ontwerper aangesteld. Ook dit merk herleefde onder zijn creativiteit. In 2001 werd Ford door VH1/Vogue Awards in New York benoemd tot beste internationale ontwerper.

## Eigen modemerk
In 2004 besloot Ford de Gucci Group te verlaten als gevolg van niet verzoenbare conflicten met PPR over de creatieve controle. Er waren speculaties dat hij het in Hollywood zou proberen te maken, maar uiteindelijk heeft hij in 2005 eerst een lijn zonnebrillen uitgebracht en in 2006 in samenwerking met cosmetica-gigant Estée Lauder een make-uplijn.
Vervolgens werd in het voorjaar van 2007 op Madison Avenue in New York de eerste Tom Ford-winkel geopend. Hier verkoopt hij zijn eigen collectie exclusieve mannenkleding. Later volgden wereldwijd nog meerdere winkels, waaronder in Los Angeles, Milaan, Londen en Tokio. Naast kleding bestaat het assortiment uit parfums en andere accessoires. Zijn reclamecampagnes zijn vaak nog gewaagd en sensueel van aard.
In het voorjaar van 2011 breidde Ford zijn modemerk tevens uit met een collectie vrouwenkleding. Deze werd voor het eerst getoond tijdens een modeshow aan een select gezelschap uit de mode-industrie.

## Film
Naast mode koestert Ford een liefde voor films. In september 2009 kwam zijn eerste film A Single Man uit, die is gebaseerd op het gelijknamige boek van Christopher Isherwood. De hoofdrolspelers hierin zijn Colin Firth en Julianne Moore. Zij werden voor hun rol genomineerd voor onder andere een Golden Globe Award (beiden) en Academy Award (Firth). In 2016 kwam zijn tweede film Nocturnal Animals uit, gebaseerd op het boek Tony & Susan van Austin Wright. De hoofdrolspelers hierin zijn Amy Adams en Jake Gyllenhaal.
- Biblioteca Nacional de España: XX4991742
- Bibliothèque nationale de France: cb15004772m (data)
- Gemeinsame Normdatei: 129531006
- International Standard Name Identifier: 0000 0000 8109 2074
- Library of Congress Control Number: no2004112864
- Nationale Bibliotheek van Letland: 000276251
- Nationale Bibliotheek van Tsjechië: js20100805004
- Nationale Bibliotheek van Polen: a0000003134805
- Nederlandse Thesaurus van Auteursnamen: 28827234X
- Système universitaire de documentation: 081664060
- Union List of Artist Names: 500490599
- Virtual International Authority File: 29807458
- WorldCat: E39PBJjmW4xRJrMtRqF9HWhGpP